# أمبوك سيلاني
أمبوك سيلاني (الاسم العلمي:Ompok ceylonensis) هو نوع من الأسماك يتبع جنس الأمبوك من فصيلة السلوريات.